# Colonia San José, Veracruz
Colonia San José är en ort i Mexiko.   Den ligger i kommunen Tenampa och delstaten Veracruz, i den sydöstra delen av landet, 240 km öster om huvudstaden Mexico City. Colonia San José ligger 953 meter över havet och antalet invånare är 525.
Terrängen runt Colonia San José är kuperad. Runt Colonia San José är det ganska tätbefolkat, med 248 invånare per kvadratkilometer. Närmaste större samhälle är Huatusco de Chicuellar, 15,6 km sydväst om Colonia San José. I omgivningarna runt Colonia San José växer i huvudsak städsegrön lövskog.